# Азовстаљ
Металуршки комбинат „Азовстаљ” (укр. Металургійний комбінат „Азовсталь“) био је металуршки комбинат у Украјини. Налазио се у граду Маријупољу на обали Азовског мора код ушћа реке Калмијус. 
„Азовстаљ” је у средиште пажње дошао током руске инвазије на Украјину, као последњи бедем одбране приликом опсаде Маријупоља. У нуклеарним бункерима испод комбината су више месеци били сакривени украјински цивили и војници. По освајању „Азовстаља”, привремене самопроглашене институције у Доњецку су најавиле да ће се фабрика после 88 година затворити и да ће на том месту бити подигнут парк. 

## Историја
У фебруару 1930. године, Президијум Врховног економског савета СССР-а одлучио је да изгради нову металуршку фабрику у Маријупољу. Производња челика је почела у јануару 1935. године. У оквиру немачког програма Иван (1942—1943), фабрика је од 1942. коришћена за производњу муниције (граната).
Азовстаљ обухвата неколико железара и челичана са постројењима за производњу кокса, високим пећима (шест високих пећи), челичаном са претварачима и другим постројењима као што су млински комплекс, панелна радионица и сопствена железничка постројења.
Железара и челичана Азовстаљ је ћерка холандске компаније Метинвест група. Азовстаљом директно управља Метинвест Холдинг ЛЛЦ, подружница Метинвест Б.В.
Азовстаљ је највећа челичана у Украјини и једна од највећих у Европи.

## Специјална операција у Украјини
У средиште пажње комбинат је дошао приликом сукоба руских и украјинских снага 2022. године, а у његовим подрумским бункерима сакривени су преостали украјински цивили и војници из Маријупоља. Према речима заменика градоначелника Маријупоља, фабрика је уништена у руским ваздушним нападима током ратних дејстава у Украјини 2022. године.
Дана 17. маја 2022. године, педесет и три тешко повређене особе су евакуисане из Азовстаља у медицинску установу у Новоазовску, а 211 особа је хуманитарним коридором одведено у Оленовку у ДНР, чиме је обележен крај борбених дејстава у фабрици после 82 дана борбе.
Челичана је од 20. маја 2022. године под потпуном контролом руских снага, када су се предали последњи преостали борци из пука Азов. Председник самопроглашене ДНР Денис Пушилин је изјавио да ће уместо металуршког комбината, на том месту подићи парк.

## Галерија
- Азовстаљ
- Управа фабрике Азовстаљ
- Централни контролни пунктови Азовстаљ
- Морска лука Азовстаљ. У позадини је рад високе пећи.
- Поглед на фабрику Азовстаљ